# گاز خروجی

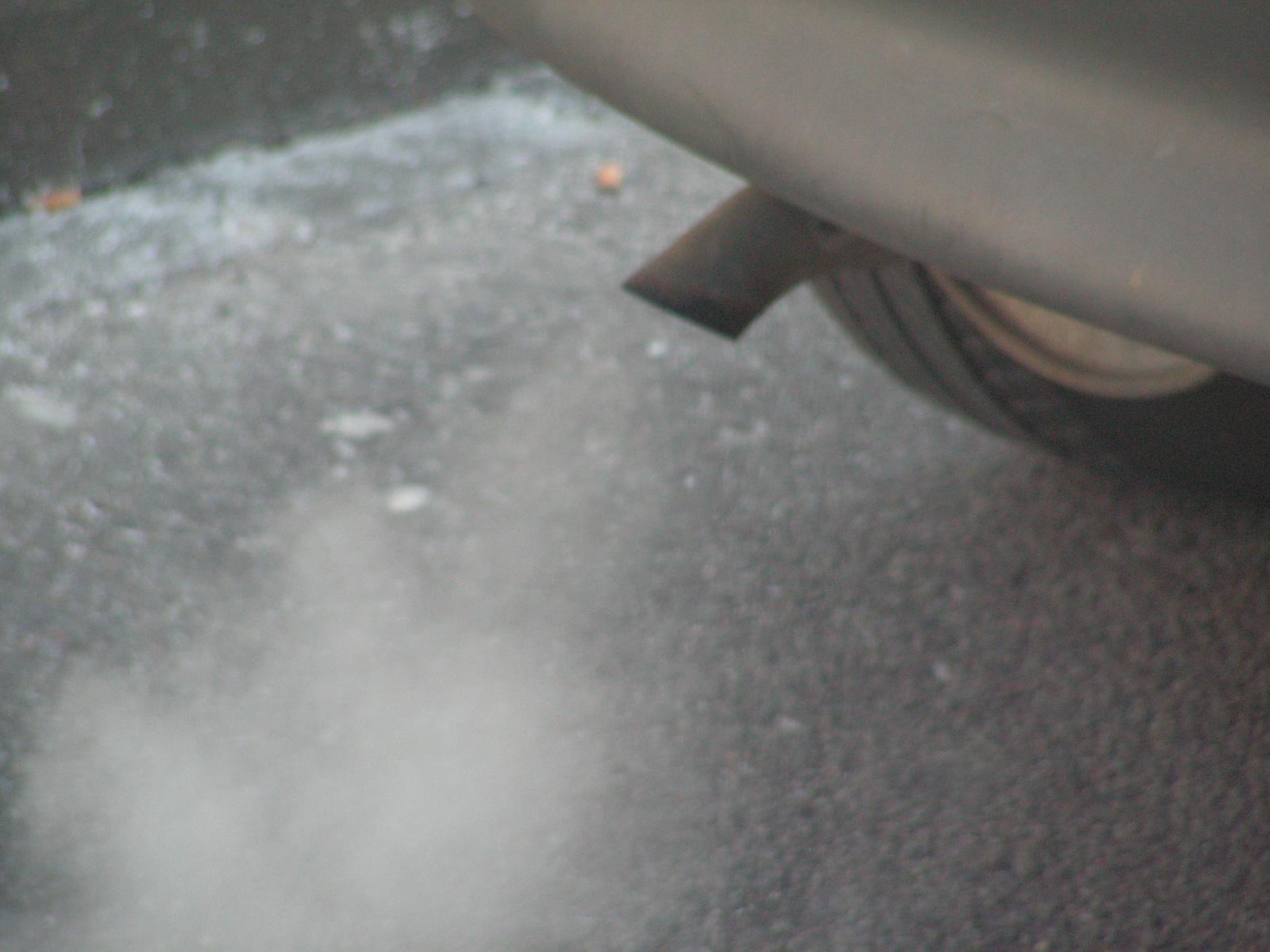
گاز خروجی موتور که از طریق دودکش خارج می‌شود

گاز خروجی یا گاز دودکش در نتیجه احتراق سوخت‌هایی مانند گاز طبیعی، بنزین و مخلوط بیودیزل منتشر می‌شود. انتشار گاز موتور خودرو آلودگی هوا را افزایش می‌دهد و یکی از عناصر عمده در ایجاد مه دود در برخی از شهرهای بزرگ است. یک پژوهش توسط مؤسسه فناوری ماساچوست نشان می‌دهد که سالانه ۵۳۰۰۰ مرگ زودرس در ایالات متحده به دلیل تولید گازهای گلخانه‌ای خودرو رخ می‌دهد. با توجه به مطالعه‌ای دیگر از همین دانشگاه، دود ترافیک هر ساله باعث مرگ ۵۰۰۰ نفر در بریتانیا می‌شود.